# Мушта Максим Олександрович
Макси́м Олекса́ндрович Му́шта (1989—2014) — український військовослужбовець, прапорщик (посмертно), учасник російсько-української війни. Старший інструктор 8-го полку оперативного призначення НГУ.

## Життєпис
Народився 1989 року в селі Ковалівка Немирівського району (Вінницька область) у родині Олександра Миколайовича та Олени Іванівни Мушт; виростав з молодшим братом Романом. Навчався в ковалівській школі; 2008 року закінчив вінницький коледж, розпочав військову службу. Старший інструктор-кулеметник, полк спеціального призначення НГУ «Ягуар».
17 серпня 2014-го під час звільнення від терористів міста Ясинувата гвардійці потрапили під ракетно-артилерійський обстріл. Бронетранспортер БТР-4Е, що підтримував дії загону спеціального призначення НГУ «Омега», поблизу будівлі міської адміністрації потрапив під потужний мінометно-артилерійський обстріл. Снаряд гаубиці влучив у бойову машину, Максим дістав смертельних поранень, ще два члени екіпажу зазнали тяжкі контузії.
Вдома залишилися дружина Ольга та син Дмитро 2013 р.н., батьки і брат Роман.
Похований в Ковалівці 20 серпня 2014 року.

## Нагороди та вшанування
- 29 вересня 2014 року — за особисту мужність і героїзм, виявлені у захисті державного суверенітету та територіальної цілісності України, вірність військовій присязі під час російсько-української війни, відзначений — нагороджений орденом «За мужність» III ступеня (посмертно).
- Його портрет розміщений на меморіалі «Стіна пам'яті полеглих за Україну» у Києві: секція 3, ряд 1, місце 7.
- Вшановується 17 серпня на щоденному ранковому церемоніалі вшанування українських захисників, які загинули цього дня у різні роки внаслідок російської збройної агресії[1]